# Центр Макса Белла
Центр Макса Белла (англ. Max Bell Centre) — хокейна арена, розташована у Редіссон-Гайтс, південно-східному мікрорайоні Калгарі, провінція Альберта, Канада. Названий на честь видавця, філантропа і відомого бізнесмена Калгарі Джорджа Максвелла Белла (англ. George Maxwell «Max» Bell).
Під час проведення XV Зимових Олімпійських ігор 1988 року в Центрі Макса Белла проводилися показові змагання з шорт-треку та керлінгу. Наразі Центр Макса Белла є домашньою ареною для «Калгарі Кенакс» (англ. Calgary Canucks), команди з Альбертської юніорської хокейної ліги AJHL (англ. Alberta Junior Hockey League). Так само тут проходять змагання Rocky Mountain Lacrosse League (Альбертської ліги з лакросу «в коробці»). Щорічно в грудні Центр Макса Белла стає основним місцем проведення міжнародного хокейного юнацького турніру Mac's Midget AAA World Invitational Tournament.